# Violació d'Abeer Qassim Hamza al-Janabi i assassinat de la seva família
Les violacions i assassinats de Mahmudiyah van ser una sèrie de crims de guerra comesos per cinc soldats de l'exèrcit nord-americà durant l'⁣ocupació nord-americana de l'Iraq, que van implicar la violació en grup i l'assassinat de la noia iraquiana de 14 anys Abeer Qassim Hamza al-Janabi i l'assassinat de la seva família el 12 de març de 2006. Va passar a la casa de la família al sud-oest de Yusufiyah, un poble a l'oest de la ciutat d'Al-Mahmudiyah, Iraq. Altres membres de la família d'al-Janabi assassinats per soldats nord-americans foren la seva mare Fakhriyah Taha Muhasen, de 34 anys, el pare Qassim Hamza Raheem, de 45, i la germana Hadeel Qassim Hamza al-Janabi, de 6 anys. Els dos supervivents restants de la família, el germà Ahmed, de 9 anys, i el germà Mohammed, d'11, estaven a l'escola durant la massacre i van quedar orfes.
Cinc soldats de l'exèrcit nord-americà del 502è regiment d'infanteria van ser acusats de violació i assassinat: l'especialista Paul E. Cortez (nascut el desembre de 1982), l'especialista James P. Barker (nascut el 1982), el privat de primera classe Jesse V. Spielman (nascut el 1985), el soldat Bryan L. Howard de primera classe i el privat de primera classe Steven Dale Green (2 de maig de 1985 - 17 de febrer de 2014). Green va ser donat desmobilitzar de l'exèrcit dels EUA per inestabilitat mental abans que els crims fossin coneguts pel seu comandament, mentre que Cortez, Barker i Spielman van ser jutjats per un tribunal marcial militar, condemnats i sentenciats a dècades de presó. Green va ser jutjat i condemnat en un tribunal civil dels Estats Units i condemnat a cadena perpètua. Va morir l'any 2014 per suïcidi.

## Rerefons
Abeer Qassim Hamza al-Janabi (àrab: عبير قاسم حمزة الجنابي, ʿAbīr Qāsim Ḥamza al-Janābī; 19 d'agost de 1991-12 de març de 2006), vivia amb la seva mare i el seu pare (Fakhriya Taha Muhasen, de 34 anys, i Qassim Hamza Raheem, de 45, respectivament) i els seus tres germans: la germana de 6 anys Hadeel, el germà Ahmed, de 9 anys, i el germà Mohammed, d'11. La família era modesta i vivia en una casa de lloguer d'un dormitori al poble de Yusufiyah, que es troba a l'oest del municipi més gran d'⁣Al-Mahmudiyah, Iraq.
Segons els informes, abans de l'incident, Abeer havia patit assetjament sexual repetit per part dels soldats nord-americans. La casa d'Abeer estava situada a uns 200 metres (220 iardes) d'un punt de control de trànsit de sis homes dels Estats Units, al sud-oest del poble. Es deia que els soldats sovint miraven Abeer fent les seves tasques i cuidant el jardí, ja que la seva casa era visible des del punt de control. Un veí havia avisat el pare d'Abeer d'aquest comportament abans, però ell li va respondre que no era cap problema, ja que només era una nena. El germà d'Abeer, Mohammed (que juntament amb el seu germà petit anava a l'escola en el moment dels assassinats i, per tant, va sobreviure) recorda que els soldats sovint escorcollaven la casa. En una d'aquestes ocasions, el soldat de primera classe Steven D. Green va passar el dit índex per la galta d'Abeer, una acció que l'havia aterrida. La mare d'Abeer va dir als seus familiars abans dels assassinats que, cada vegada que enxampava els soldats mirant Abeer, li tornaven la mirada aixecant el dit polze cap amunt, assenyalaven la seva filla i deien: "Molt bé, molt bé". Evidentment, això l'havia preocupat i va fer plans perquè Abeer passés les nits dormint a casa del seu oncle (Ahmad Qassim).
En una entrevista abans de la seva detenció, Steven Green va dir a The Washington Post: "Vaig venir aquí perquè volia matar gent. La veritat és que no era tot el que pensava que s'havia trencat. Vull dir, vaig pensar que matar algú seria una experiència que em canviaria la vida. I llavors ho vaig fer, i vaig dir: "D'acord, el que sigui". Vaig disparar a un individu que no s'aturava quan estàvem fora en un control de trànsit i no em passava res, matar aquella gent era com aixafar una formiga, és a dir, mates a algú i és com 'Està bé, anem a buscar una mica de pizza'".

## Violacions i assassinats
El 12 de març de 2006, soldats al punt de control (del 502è Regiment d'Infanteria)  –  format per Green, l'especialista Paul E. Cortez, l'especialista James P. Barker, el privat de primera classe Jesse V. Spielman i el soldat de primera classe Bryan L. Howard  –  havien estat jugant a cartes, bevent alcohol il·legalment (whisky barrejat amb una beguda energètica), colpejant pilotes de golf i discutint plans per violar Abeer i "matar alguns iraquians". Green va ser molt persistent a l'hora de "matar alguns iraquians" i va continuar plantejant la idea. En algun moment, el grup va decidir anar a casa d'Abeer, després que abans l'haguessin vist passar pel seu control. Els quatre soldats de la unitat de sis homes responsables del punt de control  –  Barker, Cortez, Green i Spielman  –  van abandonar els seus llocs i es van dirigir cap a casa d'Abeer. Dos homes, Howard i un altre soldat, es van quedar al lloc. Howard no havia estat involucrat en discussions per violar i assassinar la família, però segons els informes va escoltar els quatre homes parlant-ne i els va veure marxar. El sisè soldat al punt de control no va tenir cap implicació.
El dia de la massacre, el pare d'Abeer, Qassim, estava gaudint d'una estona amb la seva família, mentre els seus fills estaven a l'escola. A plena llum del dia, els quatre soldats nord-americans van caminar cap a la casa, sense els uniformes, sinó amb roba interior llarga de l'exèrcit, que sembla que semblaven "ninjas", i van separar Abeer, de 14 anys, i la seva família en dues habitacions diferents. Spielman va ser el responsable d'agafar la germana de 6 anys d'Abeer, que estava fora de la casa amb el seu pare, i portar-la a la casa. Green després va trencar els braços de la mare d'Abeer (probablement com a resultat d'una lluita que va començar quan va sentir que la seva filla era violada a l'altra habitació) i va assassinar els seus pares i la seva germana petita, mentre que altres dos soldats, Cortez i Barker, van violar Abeer. Barker va escriure que Cortez va empènyer Abeer a terra, li va aixecar el vestit i li va arrencar la roba interior mentre aquesta lluitava per evitar-ho. Segons Cortez, Abeer "va continuar retorçant-se i intentant mantenir les cames tancades i dient coses en àrab", mentre ell i Barker es van tornar per subjectar i violar-la.
Cortez va declarar que Abeer va sentir els trets a l'habitació on estaven detinguts els seus pares i la seva germana petita, fet que la va fer cridar i plorar encara més. Llavors Green va sortir de l'habitació dient: "Acabo de matar-los, tots estan morts". Green, que més tard va dir que el crim va ser "increïble", després va violar Abeer i després li va disparar al cap diverses vegades. Després de la massacre, Barker va abocar benzina a Abeer i els soldats van calar foc a la part inferior del cos de la noia. Barker va declarar que els soldats van donar a Spielman la seva roba ensangonada per cremar-la i que van llançar l'AK-47 utilitzat per assassinar la família a un canal. Van marxar a "celebrar" els seus crims amb un dinar d'ales de pollastre.
Mentrestant, el foc del cos d'Abeer es va estendre a la resta de l'habitació. El fum va alertar els veïns, que van ser dels primers a arribar al lloc. Un dels veïns va recordar: "La pobra noia, era tan bonica. Estava allà estirada, una cama estava estirada i l'altra doblegada i el seu vestit estava recollit fins al coll". Els veïns llavors van córrer a dir a Abu Firas Janabi, l'oncle d'Abeer, que la masia estava en flames i que es veien cadàvers dins de l'edifici en flames. Janabi i la seva dona es van precipitar a la masia i van apagar algunes de les flames per entrar-hi. En presenciar l'escena a l'interior, Janabi va anar a un punt de control vigilat per soldats de l'exèrcit iraquià per denunciar el crim. Els germans menors d'Abeer, de 9 i 11 anys, Ahmed i Mohammed, van tornar de l'escola més tard aquella tarda, primer van anar a casa del seu oncle i després a la casa que encara s'havia cremat.
Els soldats iraquians van anar immediatament a examinar el lloc i després van anar a un control nord-americà per informar de l'incident. Aquest punt de control era diferent del que tenien els autors del crim. Al cap d'aproximadament una hora, uns soldats del control es van dirigir a la masia. Aquests soldats anaven acompanyats per Cortez que va vomitar més d'una vegada i va haver de sortir del lloc del crim.

## Encobriment
Els soldats iraquians van arribar al lloc poc després de l'incident. Green i els seus còmplices van al·legar que la massacre havia estat perpetrada per insurgents sunnites. Aquests soldats iraquians van transmetre aquesta informació a l'oncle d'Abeer, que va veure els cossos. Els investigadors nord-americans van concloure que els insurgents iraquians havien assassinat la família al-Janabi. Aquest informe incorrecte es va fer arribar a la direcció militar, que va optar per no investigar més l'assumpte. Els assassinats no es van informar àmpliament dins de l'Iraq, ja que l'Iraq estava tractant amb una violència generalitzada. Segons els informes, diversos soldats van poder parlar dels assassinats o els van comentar, però van optar per no declarar res oficialment. Anthony W. Yribe estava entre els que eren conscients dels crims; Green li va explicar el que havia passat aquell dia, que els havia matat, i l'endemà li va donar més detalls a Yribe. El maig de 2006, Green va ser donat d'alta honoríficament després de ser diagnosticat amb un trastorn de la personalitat antisocial.

## Presumptes represàlies del 2006
El 10 de juliol, el Consell de la Shura dels Mujahidins (llavors part de l'⁣Estat Islàmic) va publicar un vídeo molt gràfic que mostrava els cossos dels PFC Thomas L. Tucker i Kristian Menchaca. Aquest vídeo anava acompanyat d'un comunicat que deia que el grup va dur a terme els assassinats com a "venjança de la nostra germana que va ser deshonrada per un soldat de la mateixa brigada". The Washington Post informà que Charles Babineau i dos individus més de la mateixa unitat van ser capturats i assassinats per militants un mes després de la violació. Funcionaris locals iraquians i funcionaris nord-americans van negar que l'assassinat dels GI fos un acte de represàlia, dient que els soldats van ser assassinats dies abans que es filtrés la revelació que els soldats nord-americans havien comès la massacre a Mahmudiyah. En el moment del segrest de Menchaca i Tucker el 16 de juny de 2006, només els autors i uns quants militars sabien que els assassinats i la violació havien estat comesos per soldats nord-americans. La veritat darrere del crim només es va conèixer al comandament nord-americà el 20 de juny, i la responsabilitat nord-americana només es va fer pública a l'Iraq el 4 de juliol, dies després del qual es va publicar el vídeo del Consell de la Shura dels Mujahidins.
El vídeo del Consell de la Shura dels Mujahidins afirmava que en saber-se de la massacre, el grup "es va guardar la seva ira per a si mateixos i no va difondre la notícia, però estava decidit a venjar l'honor de la seva germana". Els locals poden haver pogut deduir la culpabilitat dels soldats nord-americans des del punt de control proper, després que els nord-americans i la seva unitat de cohort iraquiana proporcionessin l'explicació: "Els extremistes sunnites van fer això". Una part dels locals va servir de suport auxiliar tant per a Al-Qaeda a l'Iraq com per a les Brigades de la Revolució de 1920. El suport auxiliar va proporcionar ajuda material i va realitzar una funció de suport a la intel·ligència humana. Retransmetre l'acusació de la unitat local MNC-I als insurgents era una funció bàsica d'aquest suport. Els extremistes sunnites van ser capaços d'eliminar-se com a sospitosos i, tenint una opinió ja baixa de l'exèrcit nord-americà, poden haver assumit la culpabilitat dels soldats de l'Air 101. Un comunicat emès juntament amb el vídeo deia que "Déu Totpoderós els va permetre capturar dos soldats de la mateixa brigada que aquest brut croat". Altres grups militants també van fer diverses afirmacions o declaracions anunciant campanyes de venjança després que es van informar dels assassinats el 4 de juliol, quan es va anunciar la investigació dels Estats Units sobre l'incident.
El 4 de juliol, Jaysh al-Mujahidin va reivindicar la responsabilitat d'haver abatut un AH-64 Apache de l'exèrcit nord-americà "en represàlia pel nen, Abir, a qui els soldats nord-americans van violar a Al-Mahmudiyah, al sud de Bagdad". El 12 de juliol, l'⁣Exèrcit Islàmic a l'Iraq va reivindicar la responsabilitat d'un cotxe bomba suïcida a prop de l'entrada de la Zona Verda a Bagdad, en suport de les "operacions Abir" dirigides a la "cova del mal a la presó Verda".

## Exposició i procediments judicials
Poc després de l'atac del 16 de juny, un soldat de la unitat, PFC Justin Watt, va parlar amb un company de guerra, el sergent Anthony Yribe. Durant la seva conversa, Yribe va dir a Watt el que havia sentit de PFC Green sobre l'assassinat de la família al-Janabi. Watt es va acostar llavors a Bryan Howard, que ho va confirmar tot. Ni Yribe ni Howard planejaven parlar amb els caps militars sobre el crim.
Watt es va sentir diferent; tanmateix, temia les represàlies dels seus companys de guerra. Després de trucar al seu pare, Rick Watt, un veterà de l'exèrcit, Watt va decidir presentar-se. Aleshores, Watt va parlar amb un sotsoficial de la seva secció, el sergent John Diem. Watt confiava en Diem; i li va dir que sabia que s'havia comès un crim terrible i li va demanar consell, sabent que si denunciava el crim seria considerat un traïdor a la seva unitat, i possiblement podria ser assassinat per ells. Diem va dir a Watt que fos prudent, però va dir que tenia el deure com a soldat honorable de denunciar el crim a les autoritats competents. Els dos homes no confiaven en la seva cadena de comandament per protegir-los si denunciaven un crim de guerra. Al voltant del 20 de juny de 2006, Watt va informar del crim i va informar el sergent Diem assegurant que l'informe no podia morir amb ell. Quatre dies més tard, el comandant del batalló, el tinent coronel Thomas Kunk, va anar als punts de control on Cortez, Barker i Spielman estaven assignats. Kunk els va interrogar sobre l'incident denunciat. Tots ells van negar qualsevol coneixement o implicació. Llavors Kunk va anar a la base de patrulles de Watt.

En entrevistes posteriors, Watt va recordar l'incident:
En Kunk s'havia enfrontat a Watt mentre estava de guàrdia i el va portar a una petita habitació fosca d'un edifici deteriorat. Diversos soldats, inclòs Yribe, van veure com en Kunk cridava a Watt que l'havia d'acusar de presentar un informe fals i l'acusava d'intentar sortir de l'exèrcit. Kunk va preguntar a Watt per què volia arruïnar la carrera dels seus companys soldats i li va dir que només estava repetint informació falsa. Watt va explicar per què va denunciar l'incident. Tanmateix, Kunk el va fer callar i li va dir que tornés al seu lloc, cosa que va fer en Watt.
Aleshores, Watt va veure en Kunk carregar el seu comboi i marxar. Segons les entrevistes, aquest era l'escenari exacte que Watt havia temut. Acabava de ser identificat públicament com el denunciant i després abandonat. "No et puc explicar com em vaig sentir en veure marxar aquell comboi", va recordar Watt. "Em pensava que era un home mort". Tanmateix, Diem, que es trobava en un altre punt de control de la carretera, va veure com el comboi sortia de la base de patrulles de Watt. Diem li va preguntar a Kunk si s'havia endut Watt amb ell. Kunk va respondre que no. Diem va dir: "Has de tornar a buscar-lo. Si el deixes allà, el mataran".
Green, Barker, Cortez, Spielman, Howard i Yribe van ser arrestats pocs dies després d'aquest incident. Com que Green ja havia estat acomiadat de l'exèrcit, l'FBI va assumir la jurisdicció sobre ell sota la Llei de jurisdicció extraterritorial militar i el Departament de Justícia dels Estats Units el va acusar dels assassinats. Green va ser arrestat com a civil i va ser jutjat i condemnat pel Tribunal de Districte dels Estats Units per al Districte Occidental de Kentucky a Paducah, Kentucky.

### Steven Dale Green

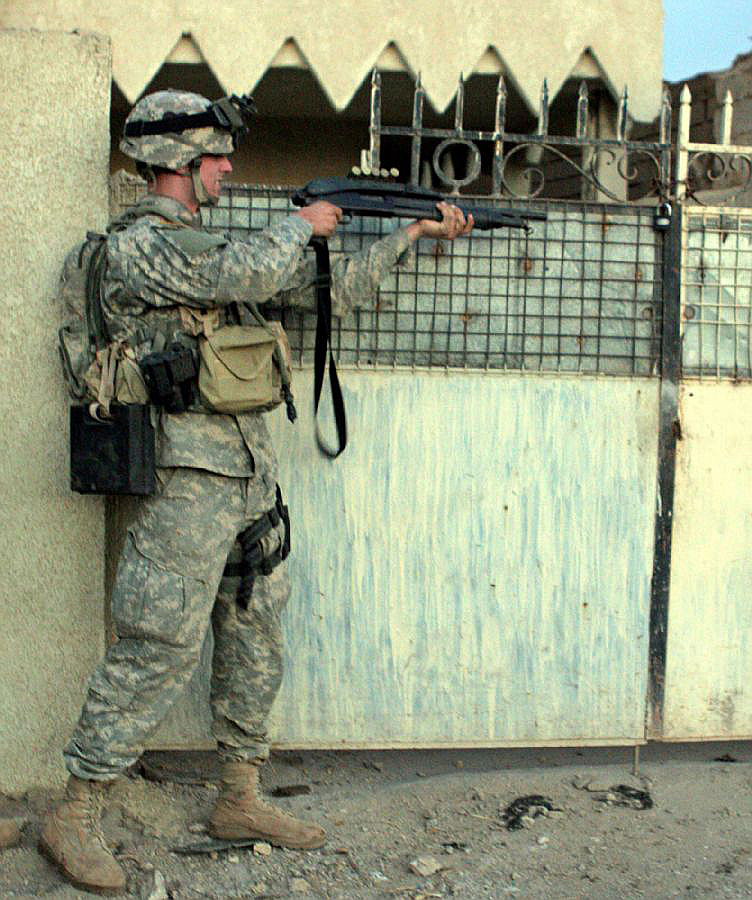
Green el desembre de 2005

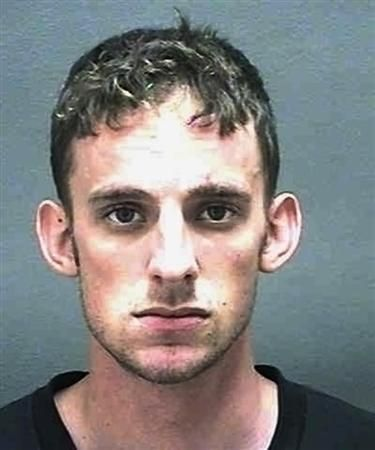
Steven Dale Green després de la seva detenció el 2006

Green va ser arrestat a Carolina del Nord mentre viatjava a casa des d'⁣Arlington, Virgínia, on havia assistit al funeral d'un soldat. El 30 de juny de 2006, l'FBI va arrestar a Green, que va ser detingut sense fiança i traslladat a Louisville, Kentucky. El 3 de juliol, els fiscals federals el van acusar formalment de violar i assassinar Abeer i d'assassinar els seus pares i la seva germana petita. El 10 de juliol, l'exèrcit nord-americà va acusar altres quatre soldats en servei actiu del mateix crim. Yribe va ser acusat de no informar de l'atac, però no d'haver participat en la massacre.
El 6 de juliol de 2006, Green es va declarar no culpable a través dels seus defensors públics. El jutge del magistrat nord-americà James Moyer va fixar una data d'acusació el 8 d'agost a Paducah, Kentucky.
L'11 de juliol, els seus advocats van demanar una ordre de mordassa: "Aquest cas ha rebut una cobertura destacada i sovint sensacional en pràcticament tots els mitjans de comunicació impresos, electrònics i d'Internet del món... És evident que la publicitat i les passions públiques que envolten aquest cas presenten el perill clar i imminent per a una administració justa de justícia", va dir. el moviment. La fiscalia tenia fins al 25 de juliol per presentar la seva resposta a la petició. El 31 d'agost, un jutge federal va rebutjar l'ordre de mordassa. El jutge de districte dels Estats Units Thomas Russell va dir que "no hi ha cap raó per creure" que el dret de Green a un judici just estigués en perill. A més, afegí, "és indiscutible que els càrrecs contra el Sr. Green són greus, i que alguns dels actes al·legats a la denúncia es consideren inacceptables a la nostra societat".
Els arguments inicials del judici de Green es van sentir el 27 d'abril de 2009. La fiscalia va suspendre el seu cas el 4 de maig. El 7 de maig de 2009, Green va ser declarat culpable pel tribunal federal de Kentucky de violació i múltiples càrrecs d'assassinat. Si bé els fiscals van demanar la pena de mort en aquest cas, els jurats no van arribar a un acord per unanimitat i no es va poder imposar la pena de mort. El 4 de setembre, Green va ser condemnat formalment a cadena perpètua sense possibilitat de llibertat condicional. El fet que Green es va estalviar la pena de mort va provocar la indignació dels familiars de la família, i l'oncle d'Abeer va descriure la sentència com "un crim, gairebé pitjor que el crim del soldat". Green va ser detingut a la Penitenciària dels Estats Units, Tucson, Arizona, i va morir el 17 de febrer de 2014, per complicacions després d'un intent de suïcidi en què s'havia penjat dos dies abans.

#### Apel·lació
Green va impugnar les seves conviccions, al·legant que la Llei de jurisdicció extraterritorial militar és inconstitucional i que hauria d'enfrontar-se a un judici militar. Green va perdre el seu recurs l'agost de 2011.

### James P. Barker

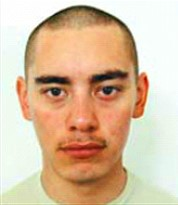
James P. Barker després de la seva detenció el 2006

El 15 de novembre de 2006, l'especialista Barker es va declarar culpable de violació i assassinat com a part d'un acord de declaració que l'obliga a declarar contra els altres soldats per evitar una possible condemna a mort. En una declaració davant el jutge, Barker va dir: "Jo odiava els iraquians, el seu honor. Podien somriure't i després disparar-te a la cara sense ni pensar-ho".
Durant la seva audiència de sentència, nombrosos companys soldats van declarar a favor de l'argument que Barker podria ser rehabilitat. Van descriure que Barker va passar setmanes amb un suport mínim i dormint mentre gestionava els punts de control. El capità William Fischbach, el fiscal principal, va dir que això no era una excusa per a les accions de Barker i va demanar una cadena perpètua sense llibertat condicional. "Aquest cadàver cremat que abans era una noia de 14 anys mai va disparar bales ni llançar morters", digué Fischbach mentre sostenia imatges de l'escena del crim. "La societat no hauria d'assumir el risc de conviure amb els acusats mai més". Tremolant mentre parlava, Barker va començar a plorar mentre va dir: "Vull que el poble de l'Iraq sàpiga que no hi vaig anar a fer les coses terribles que vaig fer. No demano a ningú que em perdoni avui". Va dir que la violència que s'havia trobat a l'Iraq el va deixar "enfadat i mesquí" amb els iraquians.
Finalment, Barker va ser condemnat a 90 anys de presó amb possibilitat de llibertat condicional i a complir 10 anys abans de ser considerat per a llibertat condicional. També va ser acomiadat de manera deshonrosa, degradat al rang de soldat, i li van ordenar que perdés tota la seva paga i subsidis. Els periodistes van informar que "va fumar una cigarreta a fora mentre un agutzil el vigilaven, també va somriure, però no va dir res mentre passaven els periodistes". A partir de 2009, estava detingut a la Caserna Disciplinària dels Estats Units a Fort Leavenworth, Kansas.

### Paul E. Cortez

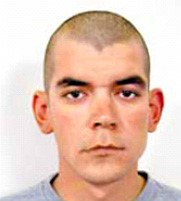
Cortez després de la seva detenció el 2006

El 22 de gener de 2007, Cortez es va declarar culpable en un tribunal marcial per violació, conspiració per violar i quatre càrrecs d'assassinat com a part d'un acord per evitar una possible condemna a mort. Durant la seva audiència de sentència, els seus advocats van argumentar que estava sota estrès relacionat amb la guerra. Cortez va ser condemnat a 100 anys de presó amb possibilitat de llibertat condicional després de 10 anys. També va ser acomiadat de manera deshonrosa, degradat al rang de soldat, i li van ordenar que perdi tota la seva paga i subsidis. Les llàgrimes van rodar pel seu rostre mentre es va disculpar pel seu paper en els assassinats. "Encara no tinc cap resposta", va dir Cortez al jutge. "No sé per què. M'agradaria no haver-ho fet. Es van prendre la vida de quatre persones innocents. Vull demanar disculpes per tot el dolor i el sofriment que he causat a la família Al Janabi". A partir del 2024, Cortez encara està empresonat segons el lloc web de l'⁣Oficina Federal de Presons, i des de llavors ha estat transferit fora del sistema penitenciari federal a una presó estatal desconeguda dins dels Estats Units com a part d'un acord interestatal.

### Jesse V. Spielman

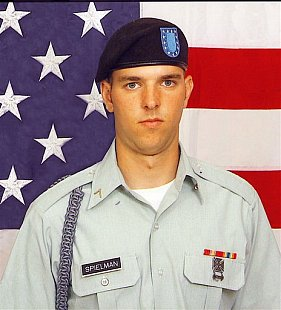
Spielman abans de la seva detenció

El 3 d'agost de 2007, Spielman, de 23 anys, va ser condemnat per un tribunal marcial a 110 anys de presó amb possibilitat de llibertat condicional després de 10 anys. També va ser acomiadat de manera deshonrosa, degradat al rang de soldat, i li van ordenar que perdés tot el seu sou i subsidis. Va ser condemnat per violació, conspiració per cometre violació, irrupció a una amb intenció de violació i quatre càrrecs d'⁣assassinat. Inicialment, es va declarar culpable de conspirar per a l'obstrucció de la justícia, incendiar, tocar injustament un cadàver i beure alcohol estant de servei. Després del veredicte, l'àvia de Spielman es va desmaiar, mentre la seva germana, Paige Gerlach, cridava "Odio el govern. Vosaltres el vau posar allà i ara, això ha passat". A partir de l'any 2009, Spielman estava retingut a les casernes disciplinàries dels Estats Units a Fort Leavenworth, Kansas.

### Bryan L. Howard
Howard va ser condemnat per una cort marcial en virtut d'un acord de culpabilitat per conspiració per obstruir la justícia i ser acompanyant després dels fets. El tribunal va considerar que la seva implicació incloïa escoltar als altres discutir el crim i mentir per protegir-los, però no la comissió de la violació o assassinats reals. Howard va ser condemnat a 27 mesos de presó, degradat de grau a privat i acomiadat deshonorablement.

### Anthony W. Yribe
Yribe va ser acusat inicialment d'obstruir la investigació, concretament d'incompliment del deure i de fer una declaració falsa. A canvi del seu testimoni contra els altres homes, el govern va retirar els càrrecs contra Yribe i se li va donar una baixa honorable.

## Altres
Watt, el denunciant, va rebre una alta mèdica i a partir del 2009 tenia un negoci informàtic. Diu que va rebre amenaces de mort després de presentar-se; tanmateix, a partir del 2010, el Centre de l'exèrcit dels EUA per a la professió i l'ètica de l'exèrcit (CAPE) a West Point, Nova York, li va demanar que fos entrevistat i parlés davant les audiències de la professió de l'exèrcit sobre la seva decisió de denunciar els crims a d'acord amb la seva obligació moral de mantenir l'ètica de l'exèrcit.

### Supervivents
Muhammed i Ahmed Qassim Hamza al-Janabi, els germans supervivents de la víctima d'assassinat Abeer Qassim Hamza al-Janabi, estan sent criats per un oncle, segons testimonis als tribunals de Cortez, Barker i Spielman.

## En la cultura popular
- La pel·lícula de guerra del 2007 Redacted es basa lliurement en els esdeveniments de Mahmudiyah.
- L'incident i les investigacions posteriors es van descriure al llibre Black Hearts de Jim Frederick, publicat el 2010.[20]
- L'obra 9 Circles de Bill Cain segueix Daniel Reeves, un personatge basat en Steven D. Green, a través de les conseqüències de Mahmudiyah i es va representar el 2011 al Bootleg Theatre de Los Angeles.[61]
- Els atacs es fan referència a l'episodi del 2017 "Fair Game" de la sèrie de televisió Homeland.
- L'incident es va cobrir àmpliament el març de 2018, al cas 78 de Casefile True Crime Podcast.[2] El pòdcast també va publicar una entrevista amb Watt l'1 de febrer de 2020.